# Mount Vernon
Mount Vernon v Alexandrii ve státě Virginie byla plantážní rezidence prvního prezidenta Spojených států amerických, George Washingtona. Sídlo stojí na návrší nad řekou Potomac asi 25 km jižně od Washingtonu. Poměrně skromná patrová budova, v níž Washington žil, je postavena ze dřeva v klasicistním georgiánském stylu s balkonem a sloupy, je natřena na bílo a posypána pískem, aby napodobovala kámen.
Mount Vernon byl označen jako Národní historická památka USA v roce 1960 a je uveden v Národním registru historických míst. Nemovitost vlastní a udržuje The Mount Vernon Ladies' Association. Je otevřena každý den v roce.